# Mansión de Ungurmuiža
La Mansión de Ungurmuiža (en letón: Ungurmuižas kungu māja; en alemán: Herrenhaus Orellen/Gut Orellen) es una casa señorial en la región histórica de Vidzeme, en el norte de Letonia. La finca es llamada así por la familia von Ungern, que la poseyeron a mediados del siglo XVII. La actual mansión de madera fue construida entre 1731-1732 en estilo barroco para el propietario, el Teniente General Balthasar Freiherr von Campenhausen. La familia von Campenhausen poseyó la finca desde 1728 hasta 1939. La mansión de Ungurmuiža fue una de las casas señoriales que no fueron nacionalizadas por la Reforma Agraria Letona de 1920. A pesar de su relativo pequeño tamaño, la casa es una elegante construcción con ricas pinturas murales y plafones en el techo de la edad barroca en la región de Vidzeme.

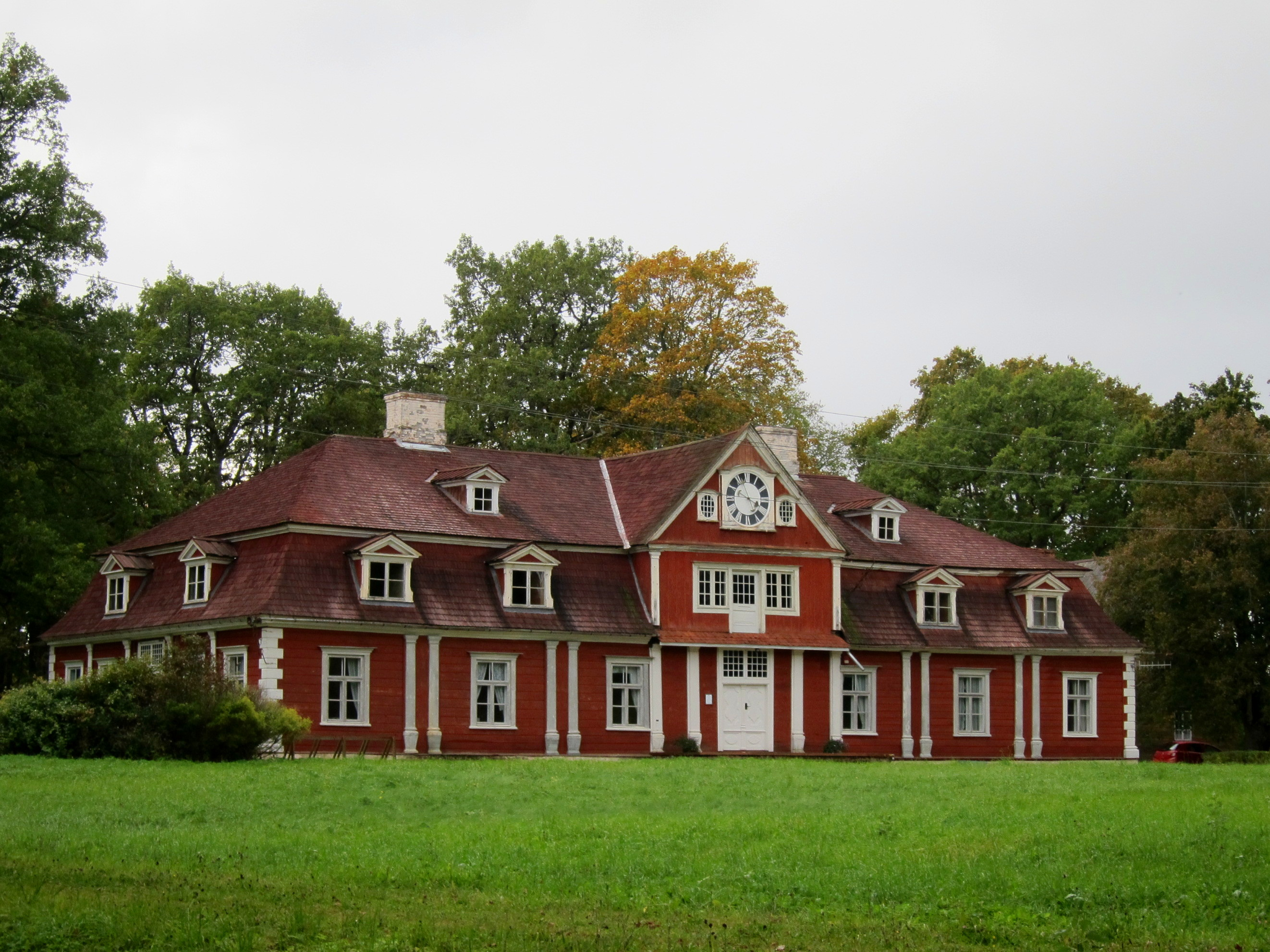
Mansión de Ungurmuiža en septiembre de 2013.